# John Fitzgerald (calciatore)
John Fitzgerald (Toronto, 4 dicembre 1968) è un ex calciatore ed ex giocatore di calcio a 5 canadese.

## Carriera

### Calcio
Con la nazionale maggiore canadese di calcio ha disputato dodici gare, prima era stato tra i ragazzi canadesi partecipanti al Campionato mondiale di calcio Under-20 del 1987. A livello di club è stato nei Toronto Blizzard per poi arrivare in Europa e giocare come rincalzo nelle formazioni inglesi del Brentford F.C. e Crystal Palace.

### Calcio a 5
Utilizzato nel ruolo di giocatore di movimento, come massimo riconoscimento in carriera ha la partecipazione con la Nazionale maschile di calcio a 5 del Canada al FIFA Futsal World Championship 1989 in cui i nordamericani sono stati eliminati al primo turno nel girone comprendente Belgio, Argentina e Giappone.